# Freiflugkolben
Der Freiflugkolben ist ein Bauteil von Kolben-Hochdruckkompressoren, die zum Beispiel zur Füllung von Tauch- und Atemschutzflaschen verwendet werden. Entwickelt wurde er von der Firma Bauer Kompressoren.

## Ursachen für Entwicklung
Durch das Gesetz von Boyle Mariotte nimmt das Volumen des verdichteten Gases indirekt proportional zu seinem Druck ab. Die meisten Kompressoren bestehen aus 3 Stufen, in denen der Druck jeweilig ansteigt (von 1 bar auf 6 bar, von 6 bar auf 45 bar, von 45 bar auf ca. 220 bar oder 330 bar – je nach Kompressor).
Das Volumen (der Hubraum) der letzten Stufe beträgt also 1/125 des ursprünglichen Volumens. Dabei müssten Zylinder und Kolben sehr klein sein. Bauartbedingt ist es bisher nicht möglich, einen Zylinder dieser Größenordnung mit einem stabilen Pleuel auszurüsten. Der Kompressionskolben ist daher frei beweglich und nicht verbunden mit dem Führungskolben.
Der Freiflugkolben bewegt sich ohne Kolbenringe „in einer genau geschliffenen Stahlbuchse“. „Seitenkräfte, die einen erhöhten Verschleiß verursachen würden“, entfallen somit.

## Geräuschentwicklung
Durch die lose Verbindung zwischen Führungs- und Kompressionskolben entsteht beim Kompressor das typische schlagende Geräusch, wenn die beiden Kolben nicht kraftschlüssig miteinander verbunden sind.